# قار (سنندج)
قار یک روستا در ایران است که در استان کردستان واقع شده‌است. قار ۸۰۵ نفر جمعیت دارد.